# Bektemir Melikuziev
Bektemir Melikuziev (8 aprile 1996) è un pugile uzbeko.

## Palmarès
- Olimpiadi

Rio de Janeiro 2016:argento nei pesi medi.
- Mondiali dilettanti

Doha 2015: argento nei pesi medi.
- Asiatici

Bangkok 2015: oro nei pesi medi.
- Olimpiadi giovanili

Nanchino 2014: oro nei pesi medi.